# Biserica de lemn din Glâmbocu

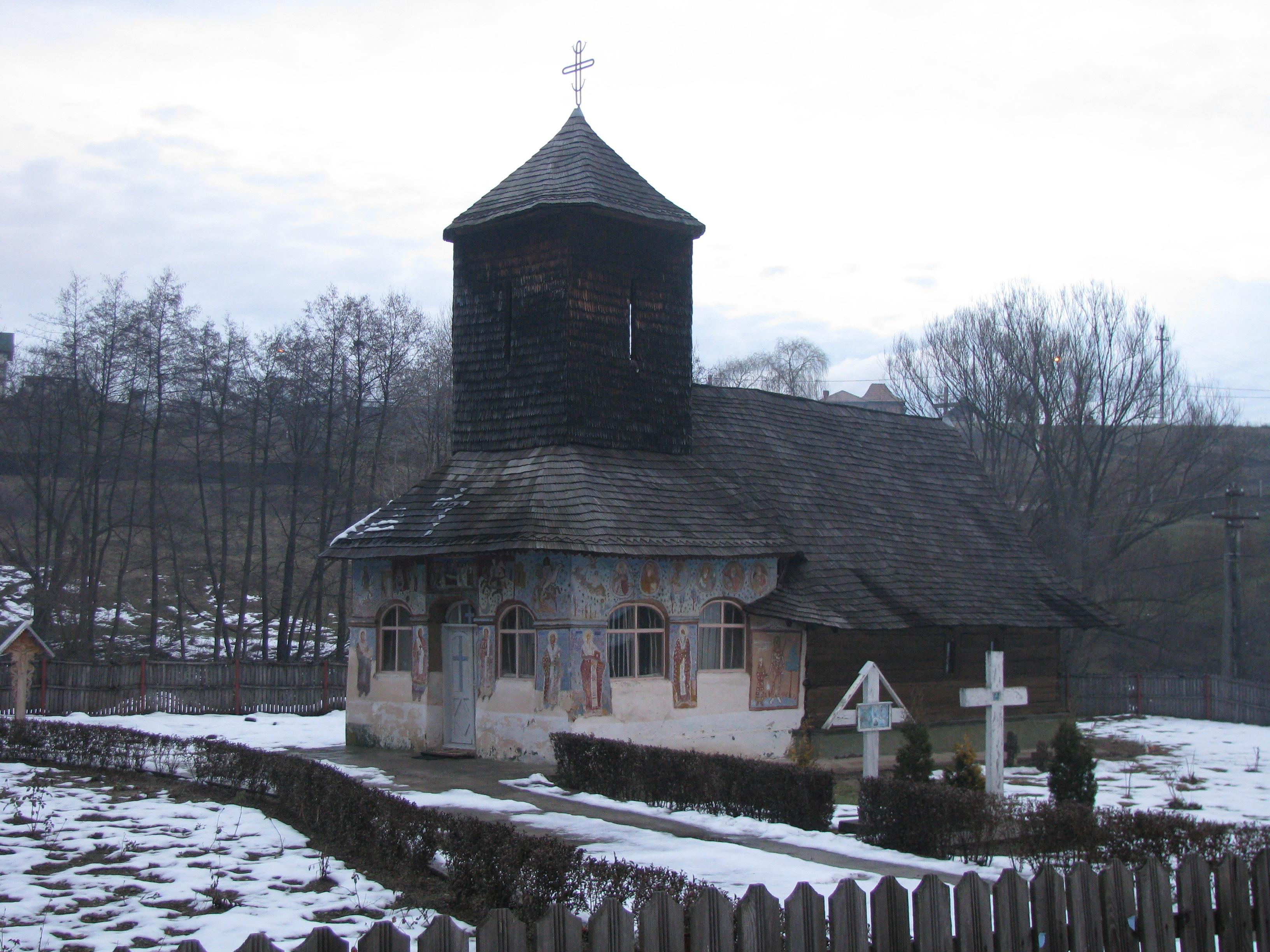
Biserica de lemn din Glâmbocu, județul Argeș. Foto: decembrie 2009

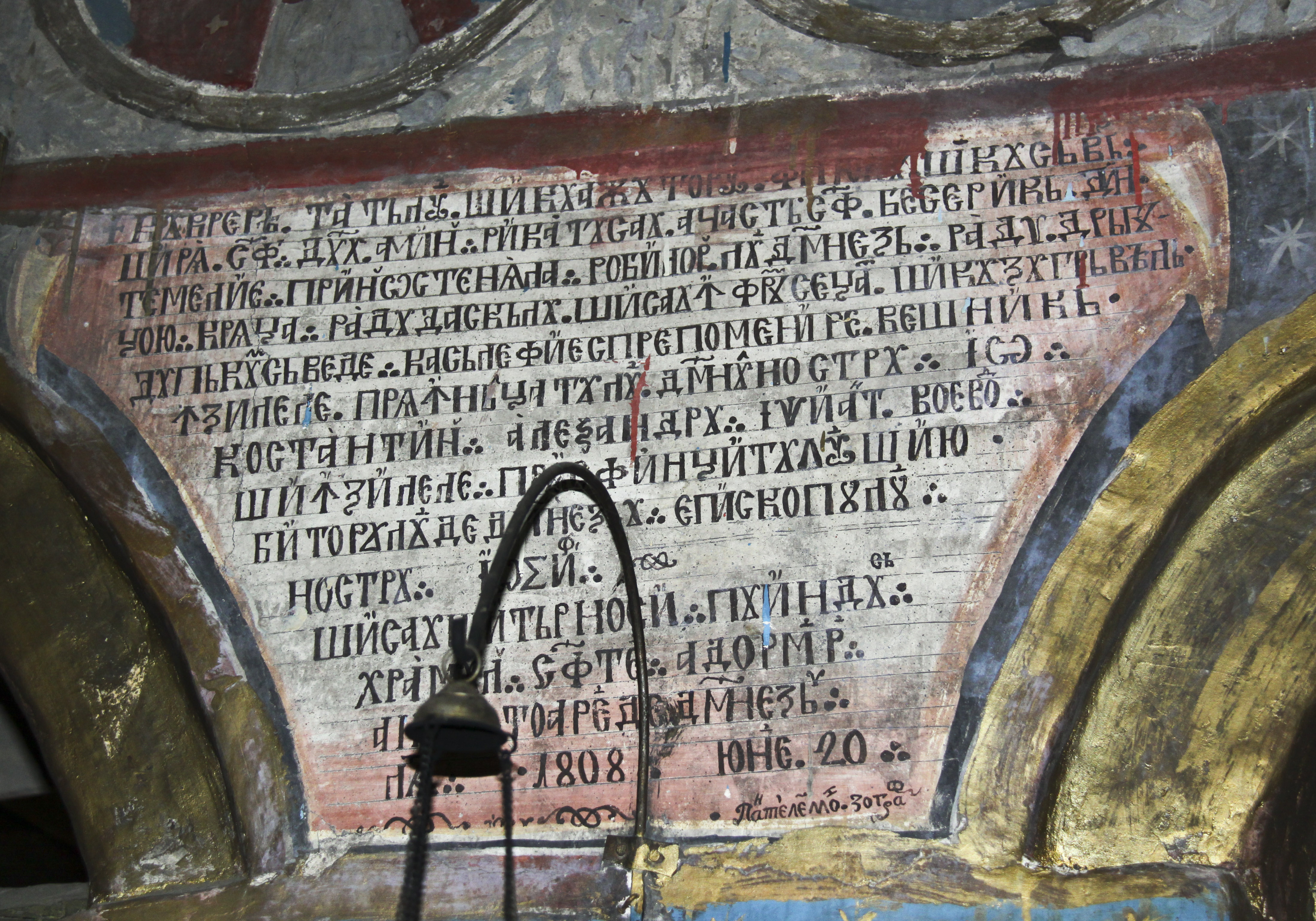
Pisania din 1808. Foto: aprilie 2010

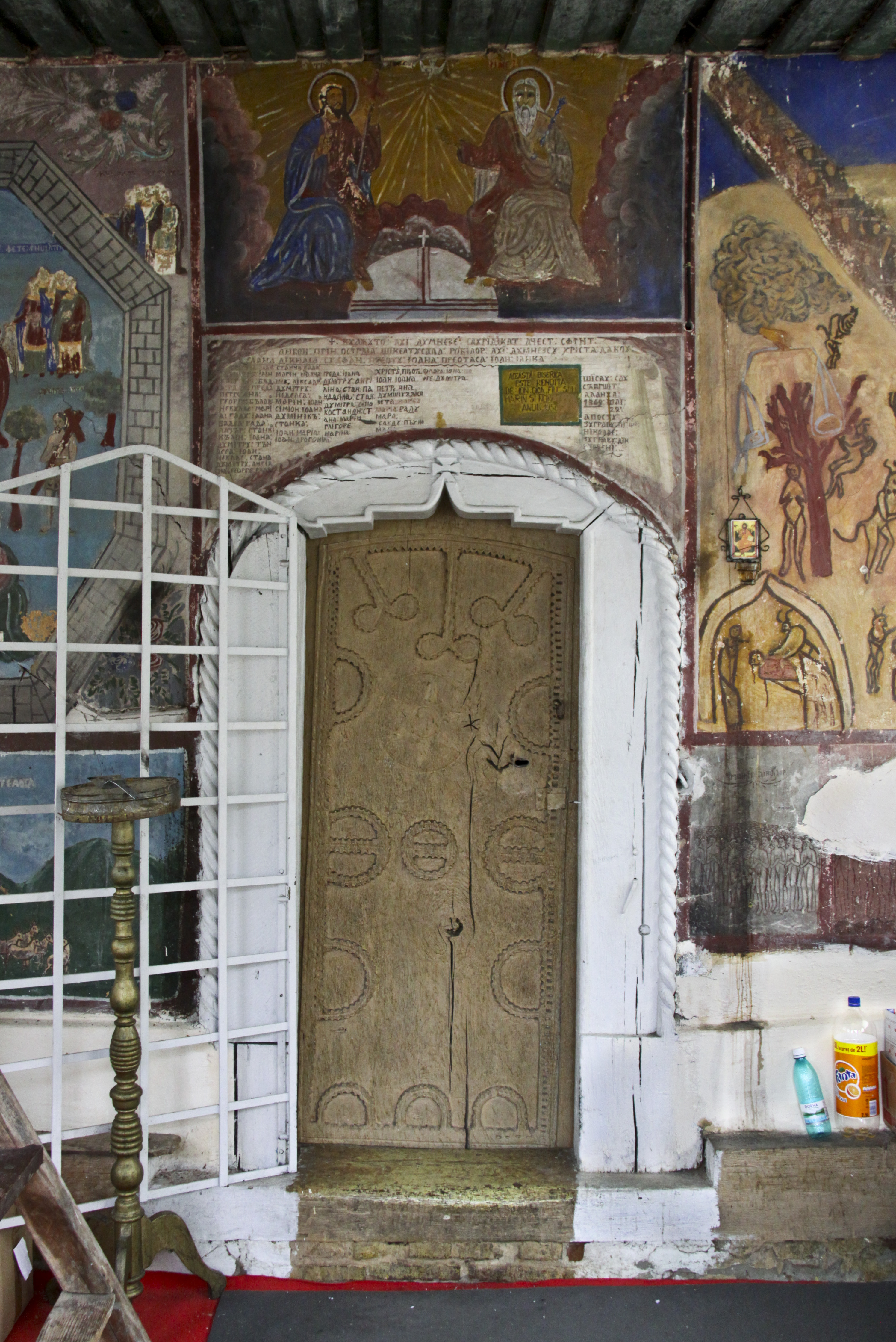
Vechea intrare în biserică şi pisania de la 1869. Foto: aprilie 2010

Biserica de lemn din Glâmbocu, comuna Bascov, județul Argeș, poartă hramul „Adormirea Maicii Domnului” și este datată din anul 1808. Se remarcă prin ușa și portalul de la intrare sculptate în relief. Frumoasa pictură interioară a fost scoasă la lumină în 2009-2010 în urma unor binevenite lucrări de curățare și conservare. Biserica este înscrisă pe noua listă a monumentelor istorice, LMI 2004:  AG-II-m-A-13694. 

## Istoric
Momentul de început al bisericii este surprins în pisania pictată pe peretele dintre pronaos și naos. Textul ei, în limba română cu litere chirilice reține următoarele: „Cu vrerea Tatălui și cu ajutorul Fiiului și cu săvărșiria Sf[ăntului] Duh amin. Ridicatusau această sf[ăntă] beserică din temelie, prinu osteniala robiloru lui D[u]mneză[u] Radu Drăguțoiu, Criața, Radu Dascălul, și sau înfrumusețat și cu zugrăveală după cum să vede ca să le fie spre pomenire veșnică în zilele pria înălțatului d[o]mnul nostru Io Constantin Alexandru Ipsilant voevod și în zilele pria sfințitului și iubitorului de D[u]mnezeu episcopului nostru Iosif. Și sau și tărnosit puindusă hramul Sf[ă]ntei Adormiri a Născătoarei de D[u]mnezău. Liat 1808 iunie 20. Panteleimon zograf.” Biserica de lemn a avut din începutul ei pereții transversali interiori ridicați din zidărie, tencuiți și apoi pictați. 
O a doua etapă în devenirea bisericii actuale s-a încheiat în 1869, când a fost adaus un pridvor de zid în fața intrării, cu clopotniță peste el. Pisania peste intrarea veche surprinde acest moment astfel: „Cu ajutorul lui Dumnezeu sau ridicat acest sfânt anvon prin osârdia și cheltuiala robilor lui Dumnezeu Hristea Diaconu, Eliana Diaconeasa, Stefan preotu, Ioana preotiasa, Ioan, Ilinca. Și sau săvârșit la anul 1869 mai 22, Apostu zugravu [din] Pitești, Nicolae zugravu din Mioveni”. Imediat sub pisanie se poate citi și pomelnicul ctitorilor. 
Pe pisania din 1869 este pictată o notă de la 1956 care datează un moment mai puțin fericit din istoria acestui lăcaș. Textul ei reține laconic următoarele: „Această biserică este renoită de Ion, Gică, fiul său Marin și nora ... 1956”. Prin renoire, după cum se poate vedea, s-a înțeles o pictare de foarte slabă calitate peste vechea pictură. Lucrări de curățire și conservare a vechiului strat de pictură au avut loc în anii 2009-2010. Tot în ultima vreme a fost închis pridvorul cu festre noi. 

## Imagini din exterior

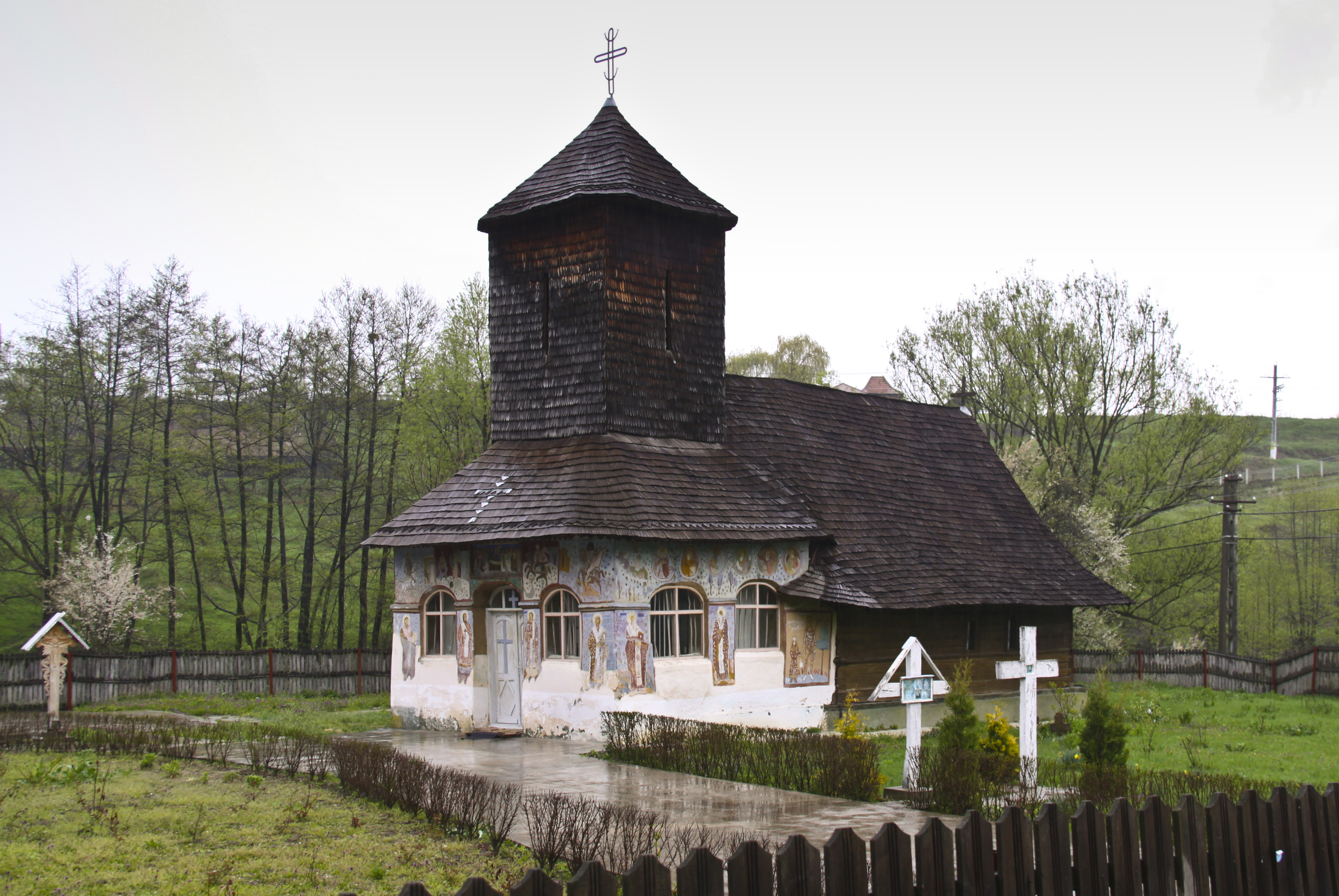
sud-vest
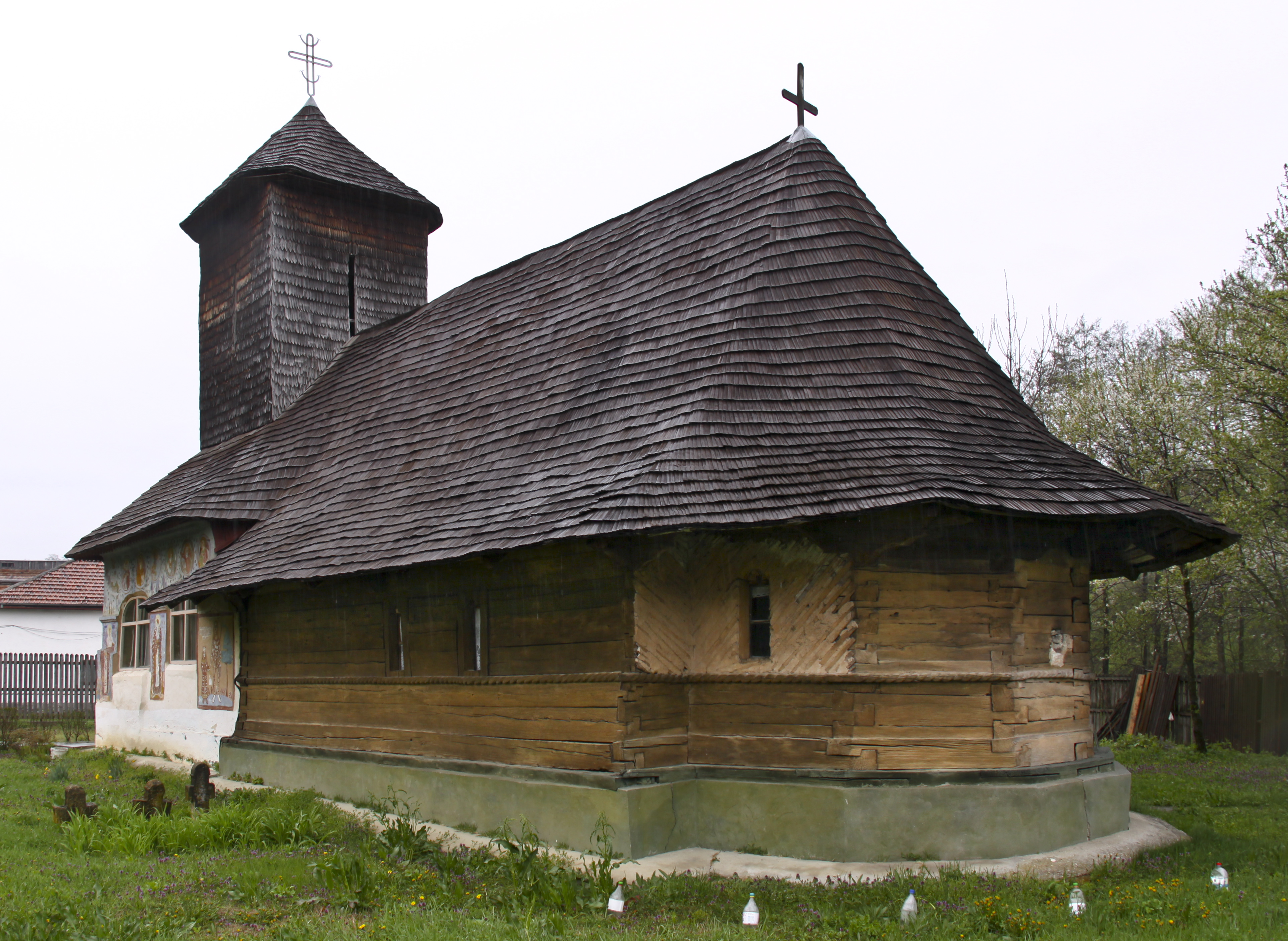
sud-est
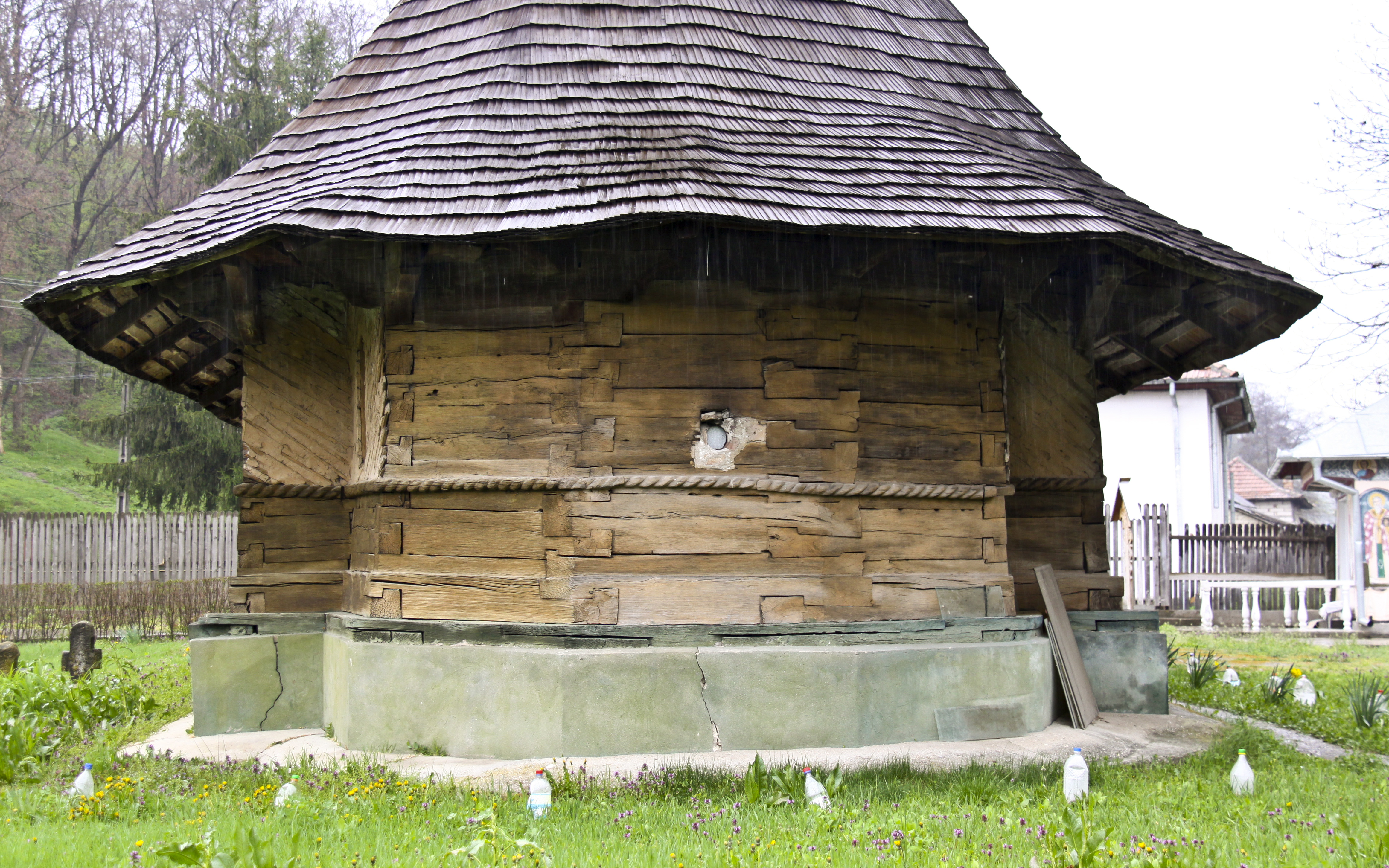
butea, est
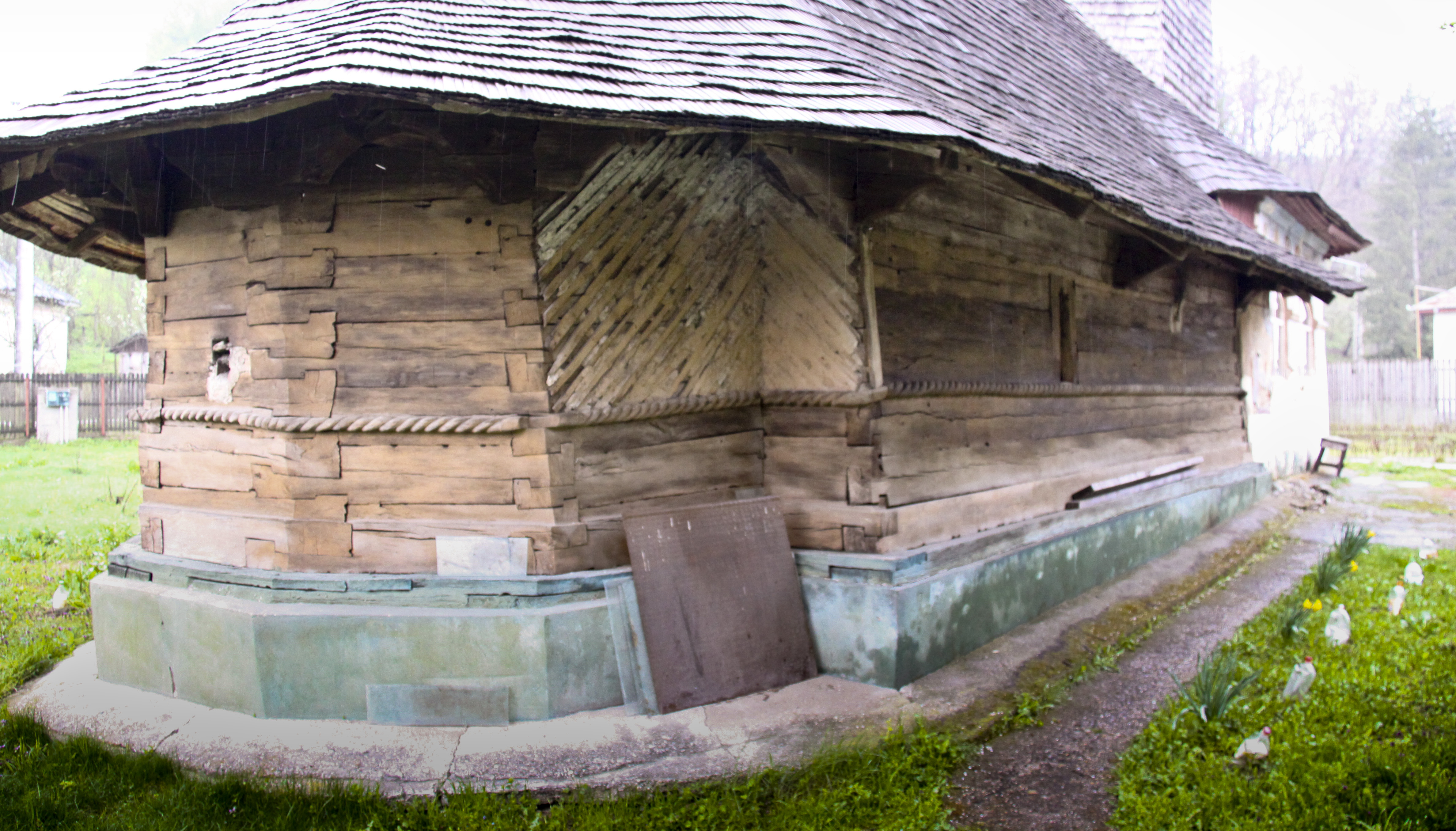
butea, nord-est
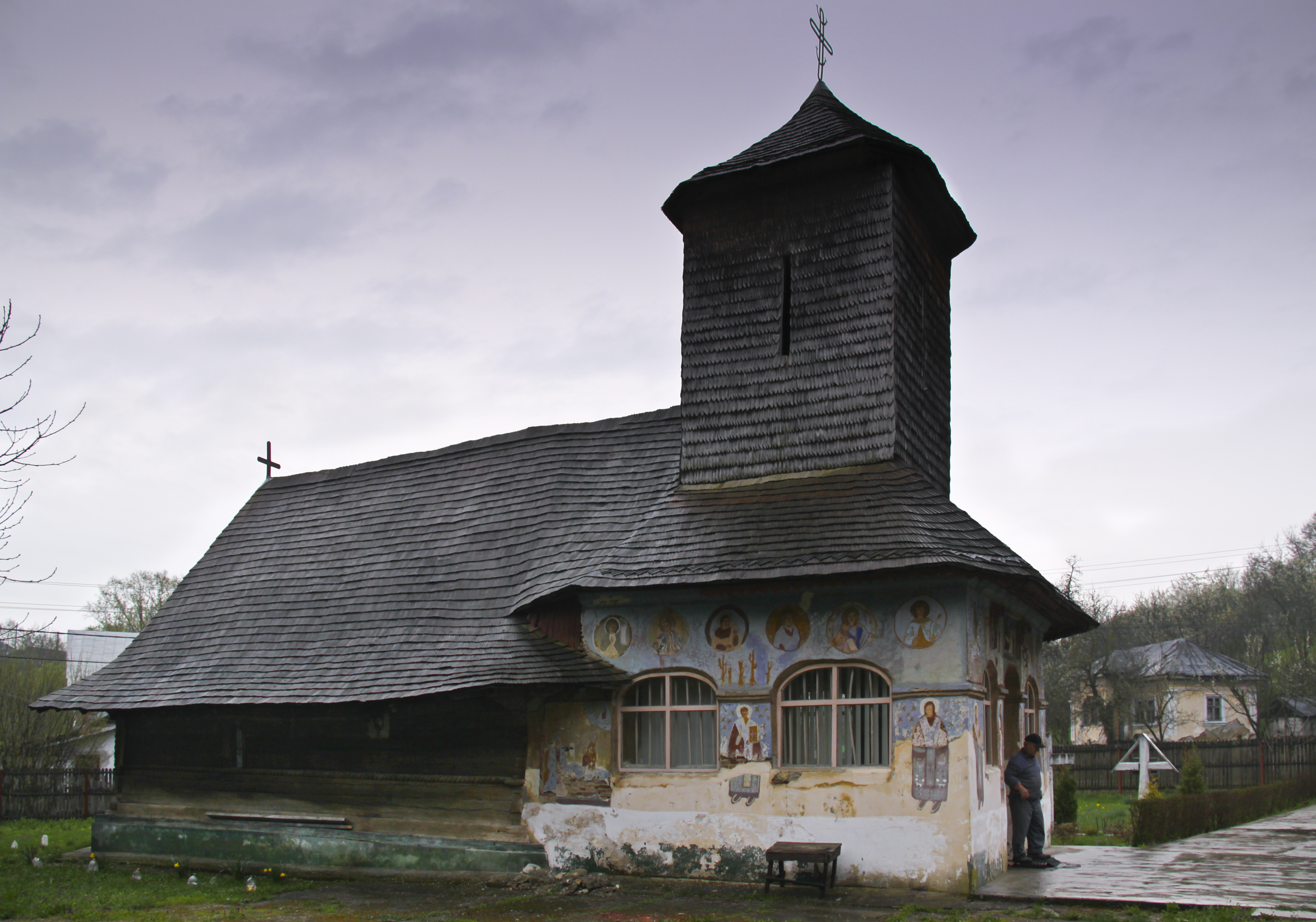
nord
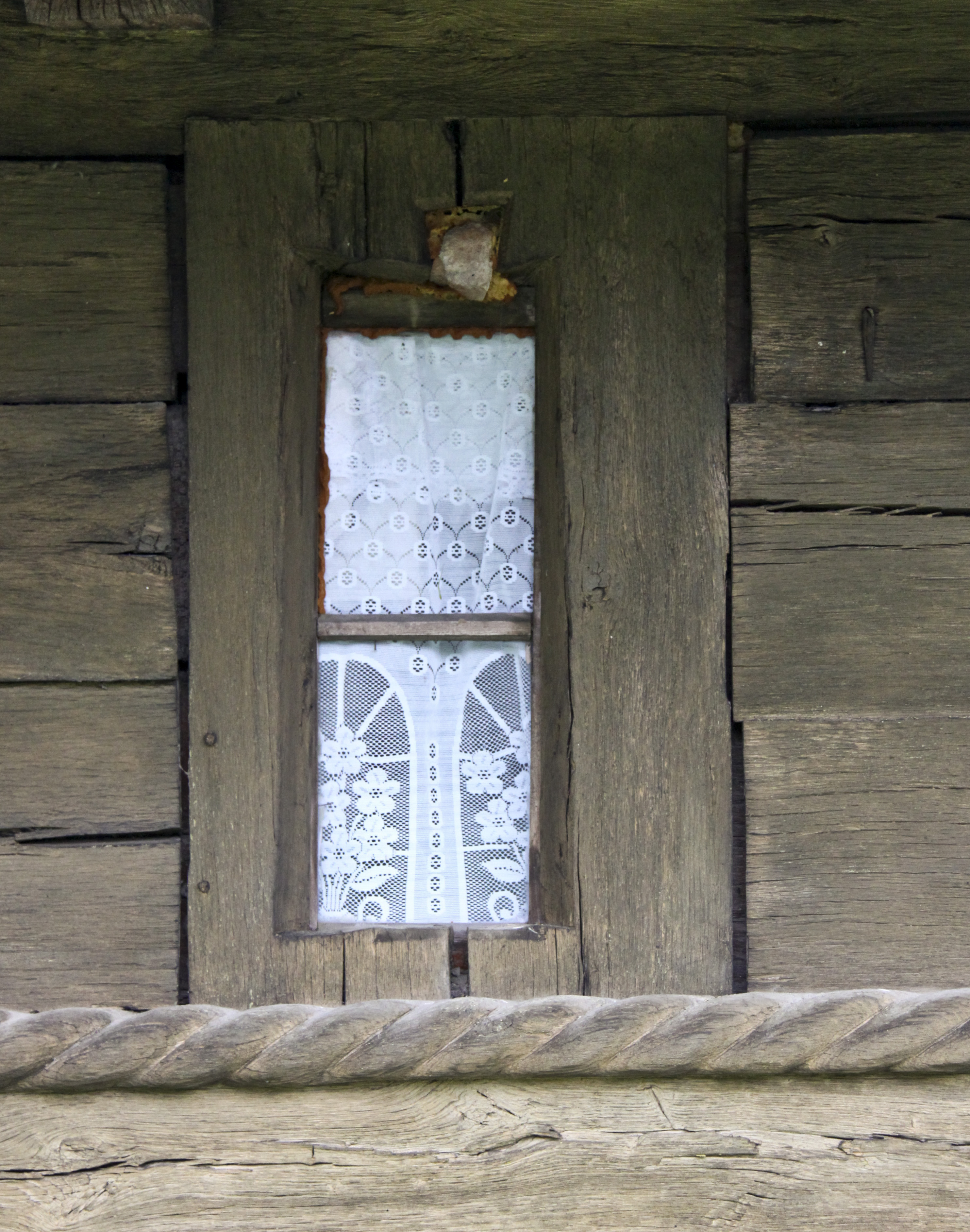
fereastră
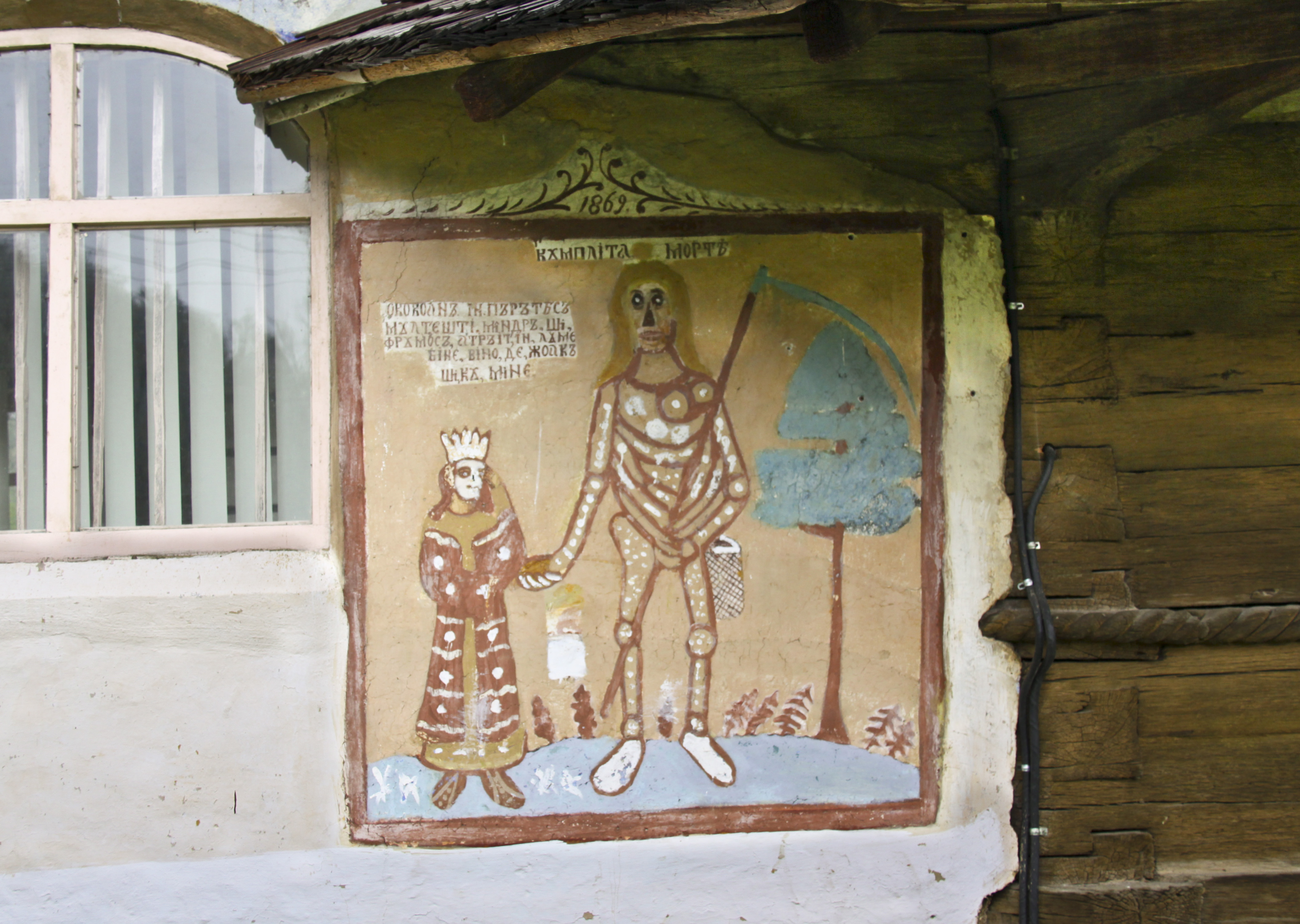
„cumplita moarte”, 1869, afectată de repictare 1956
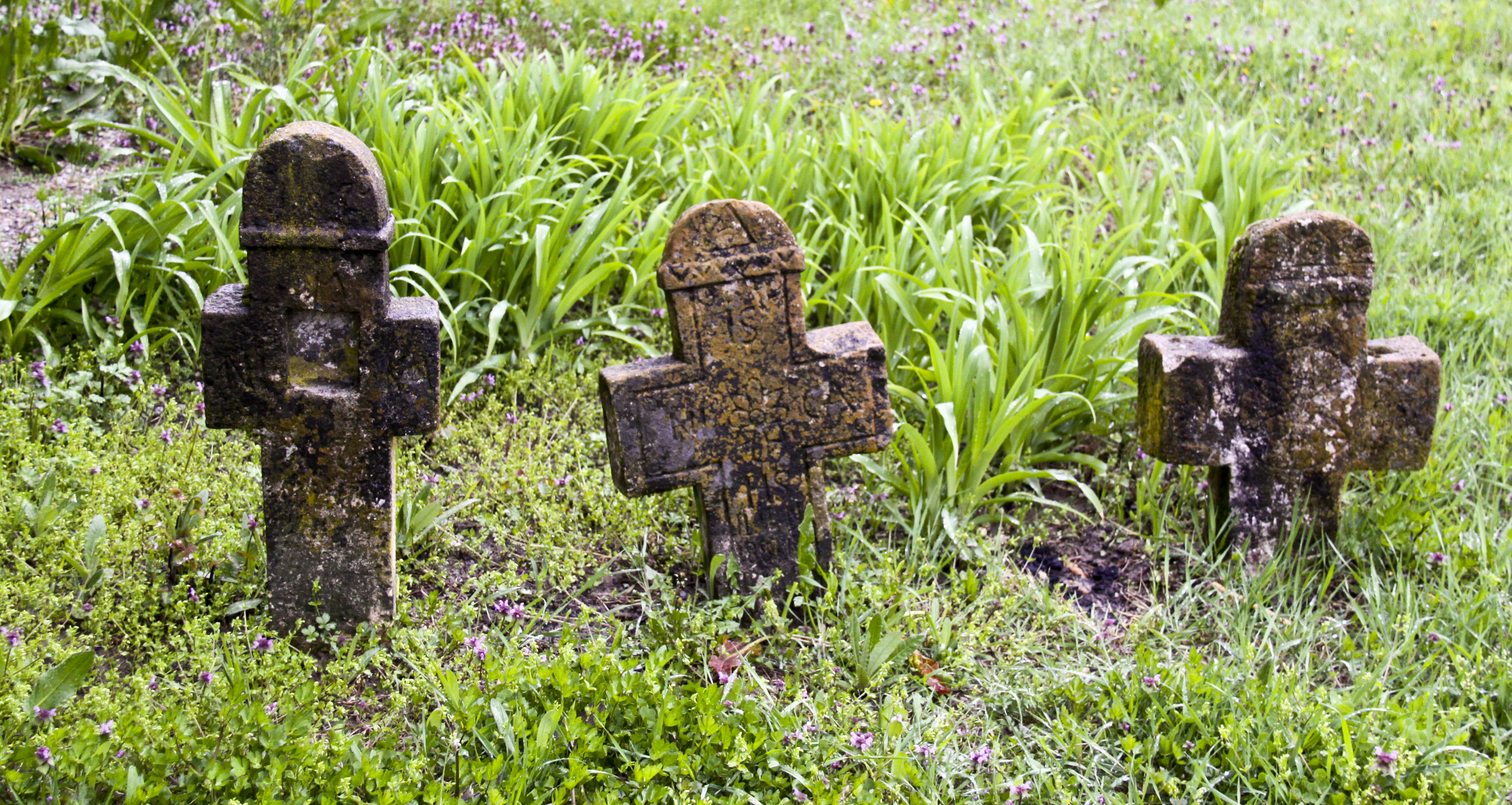
cruci de piatră
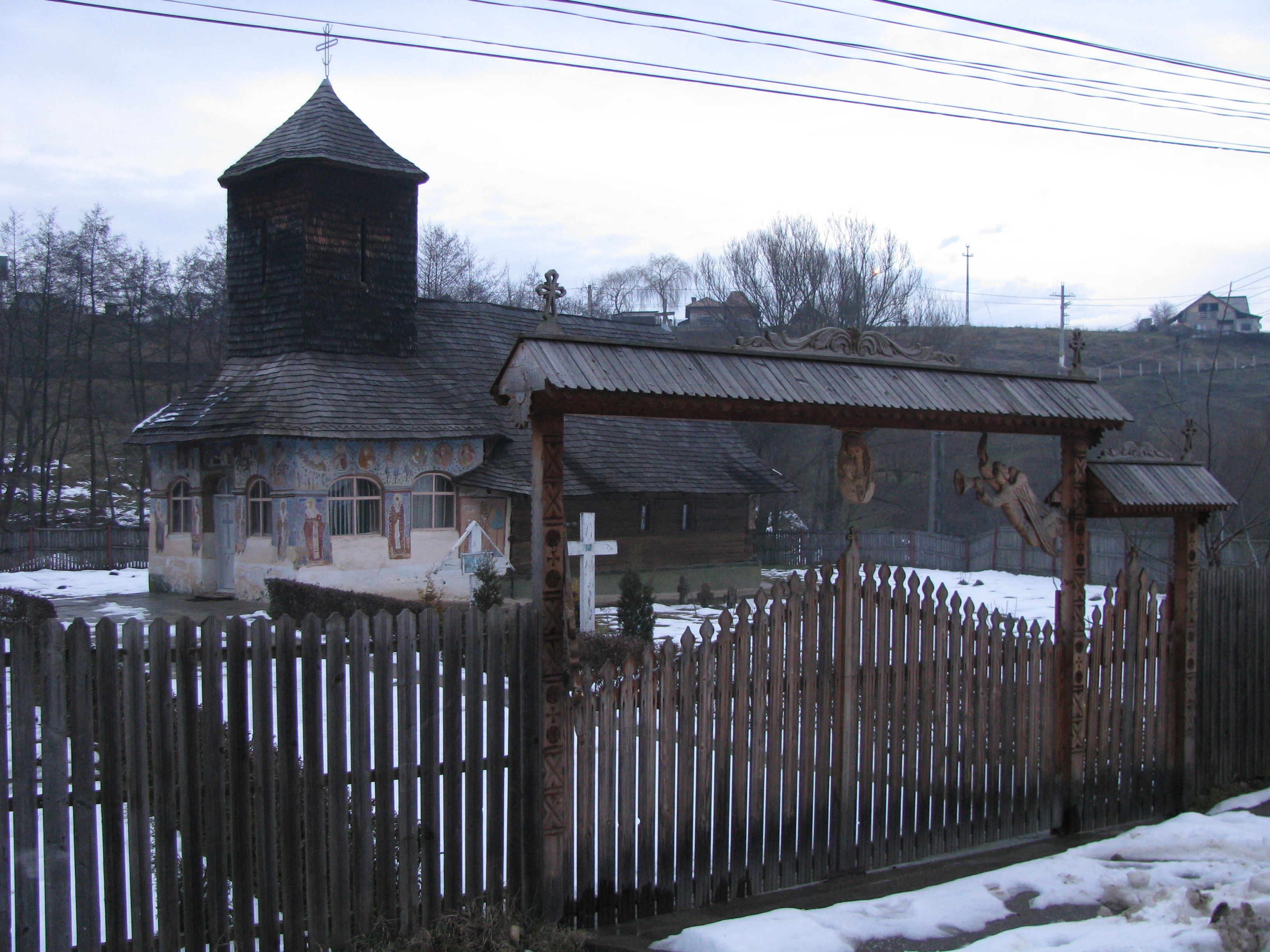
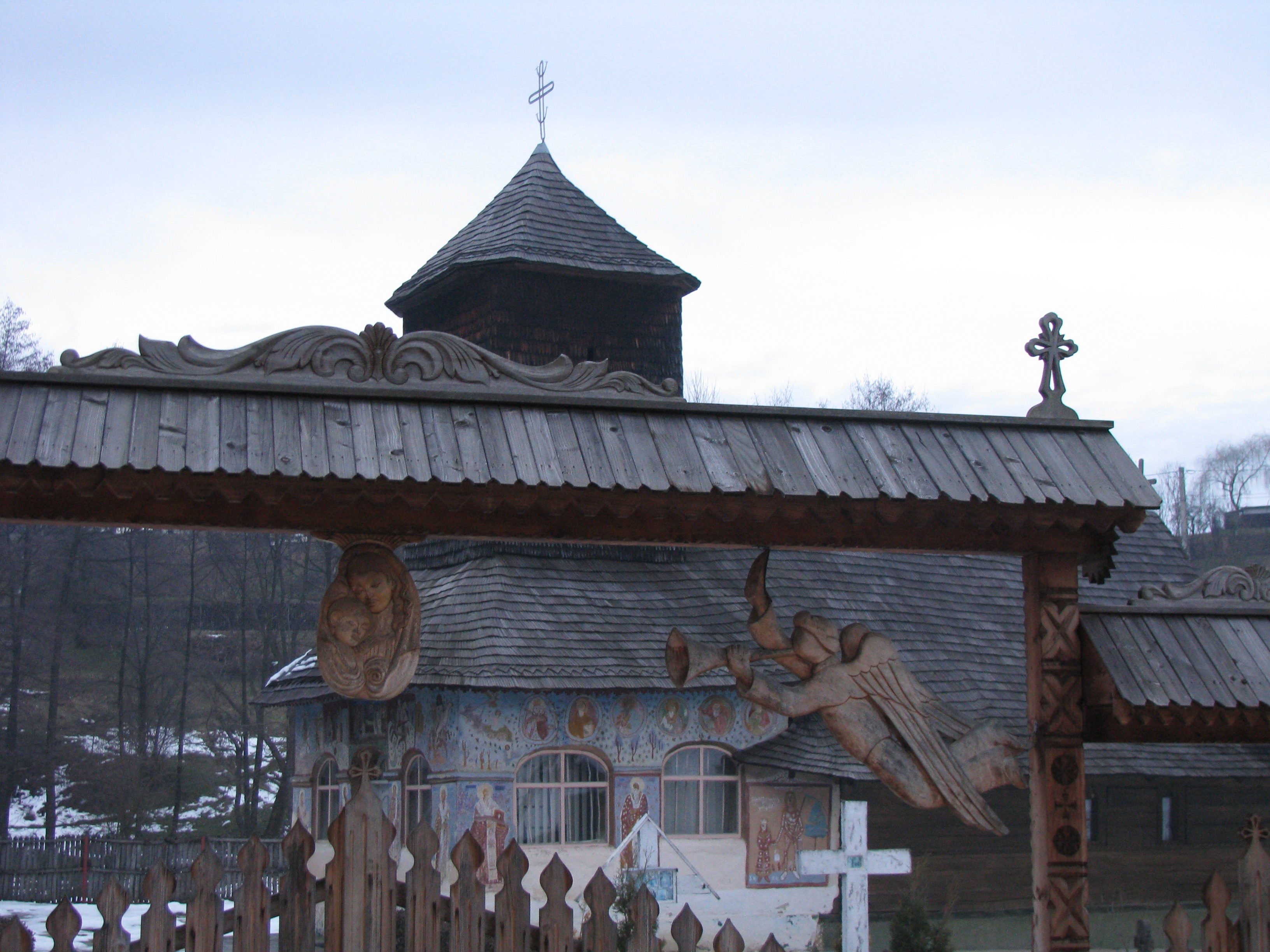
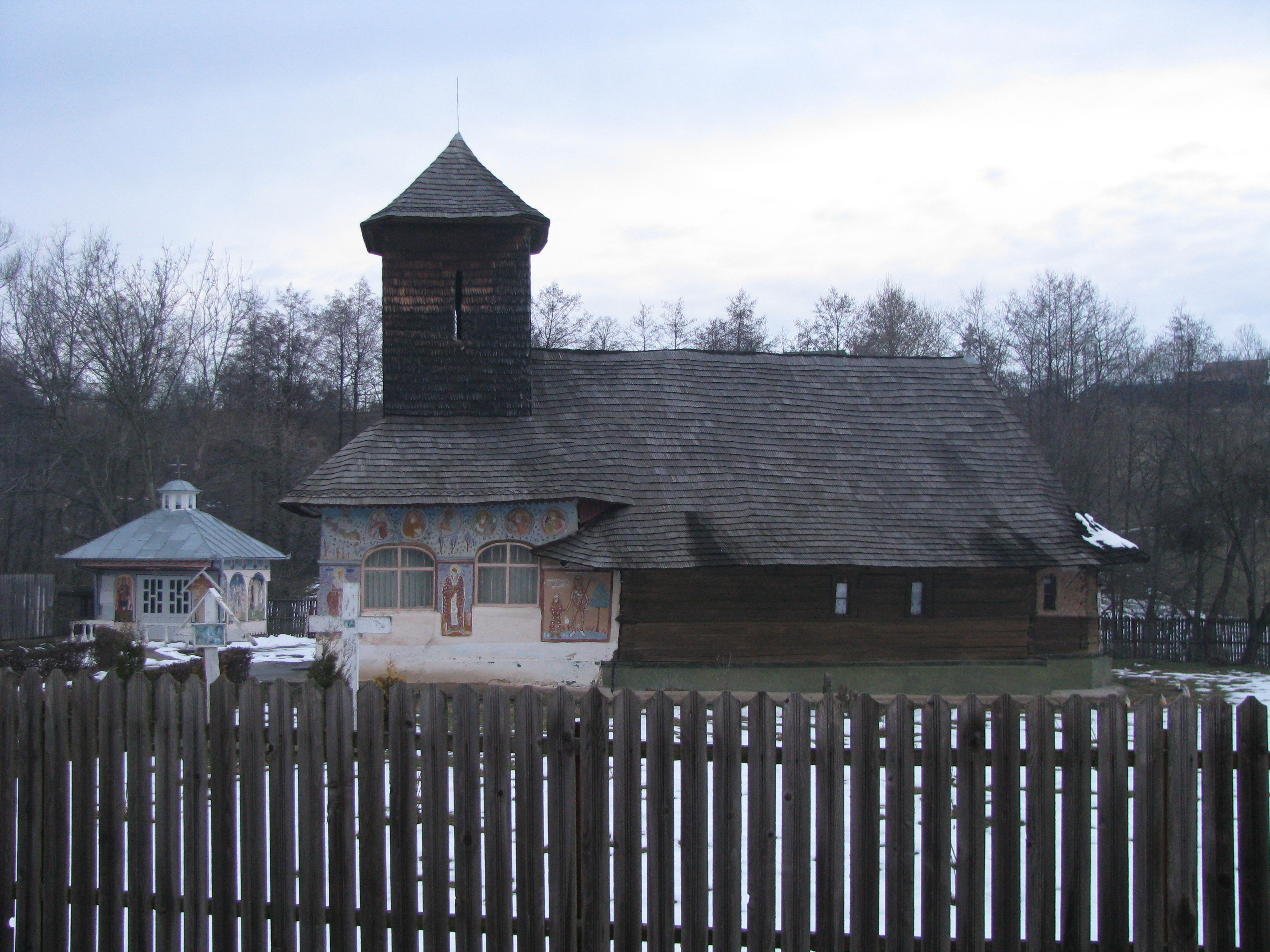
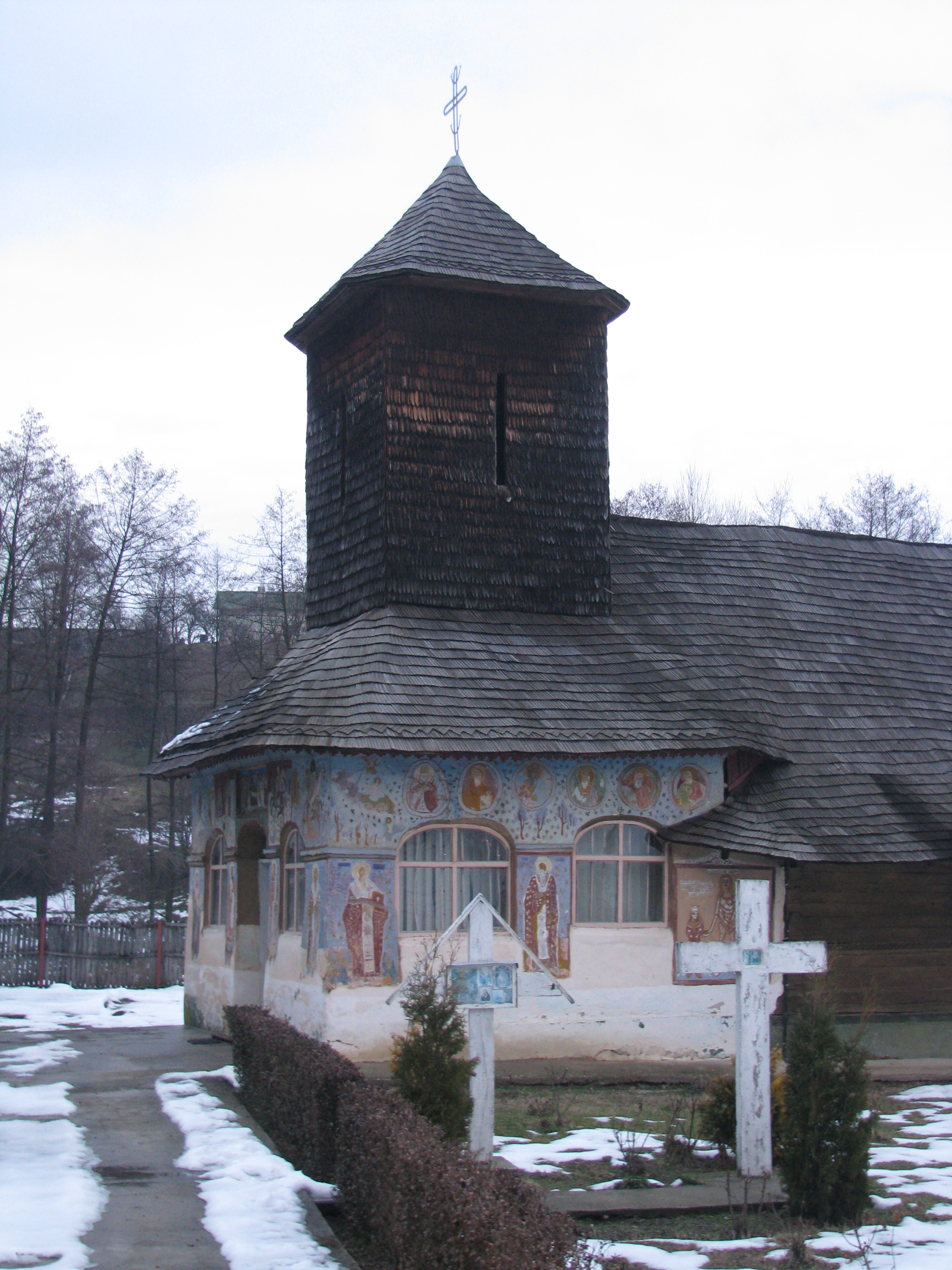
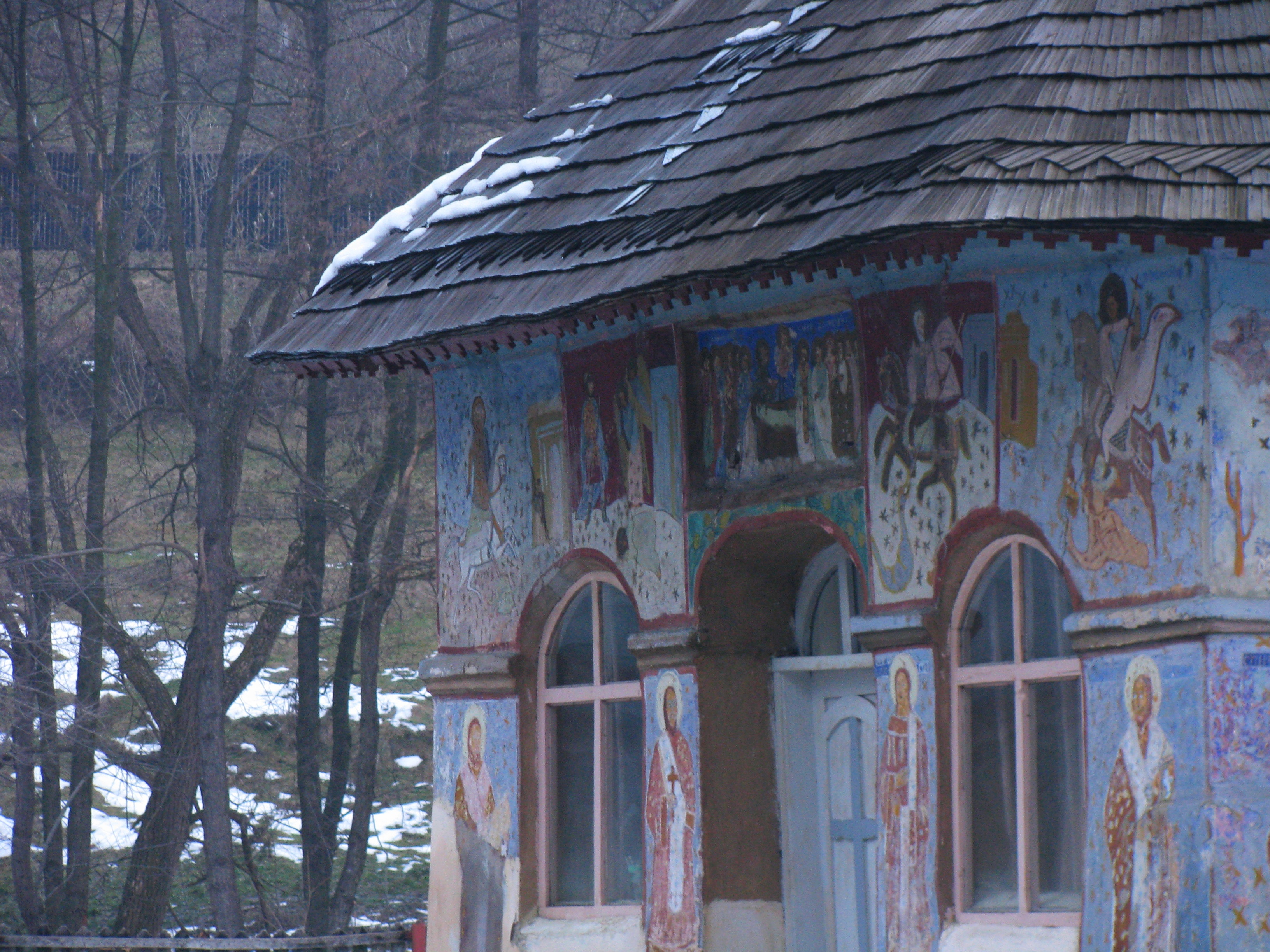
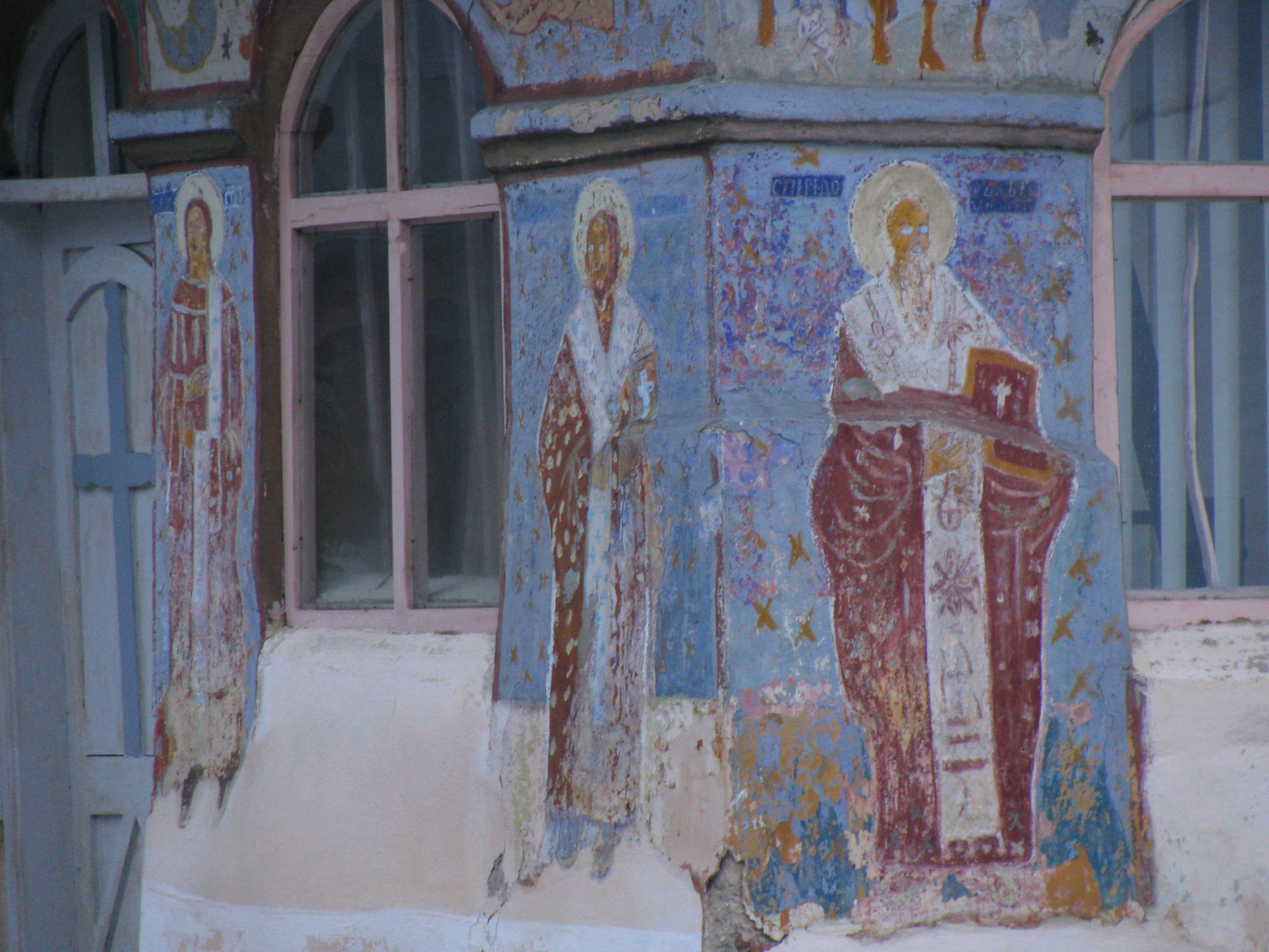
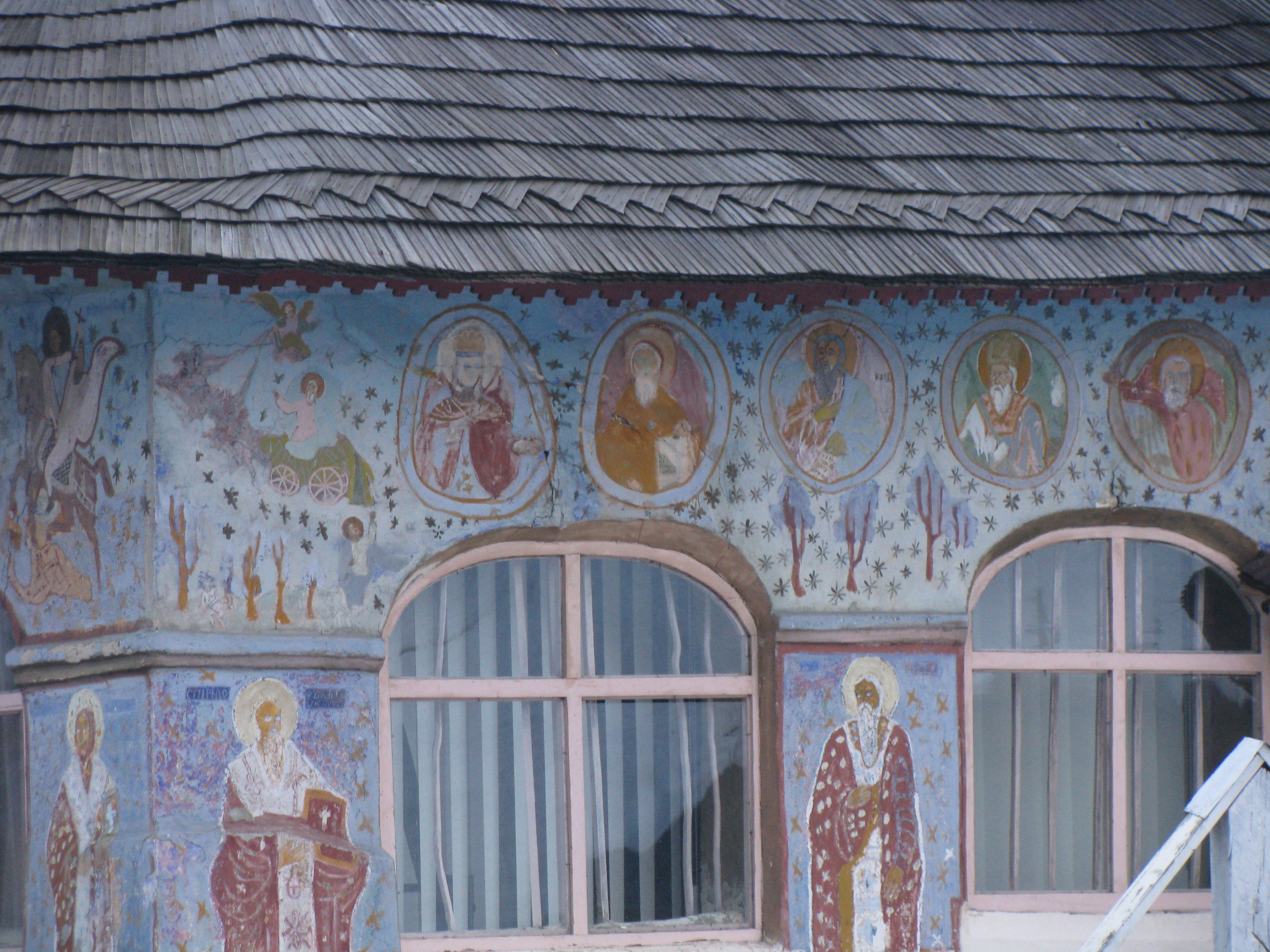
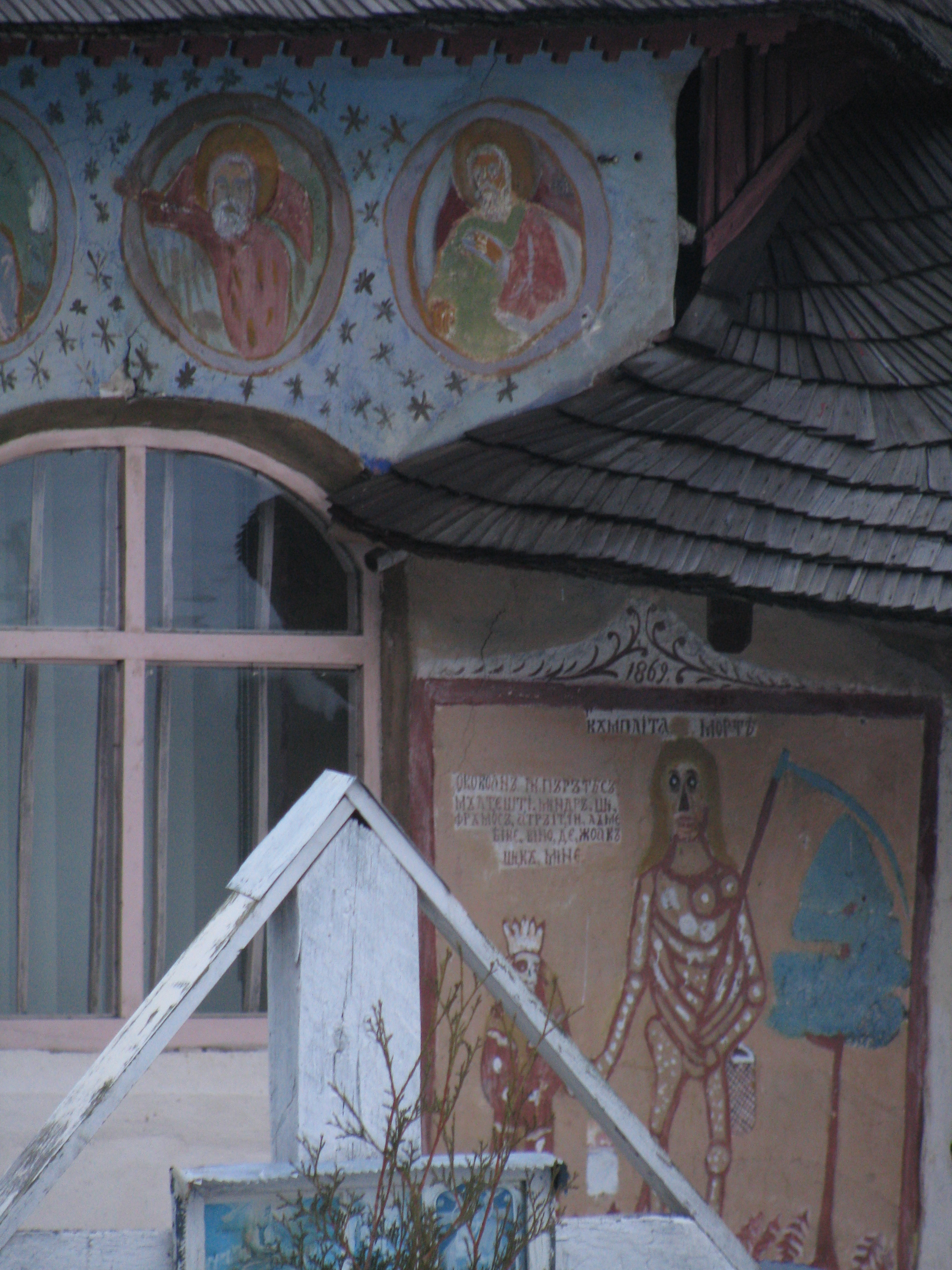

## Imagini din interior

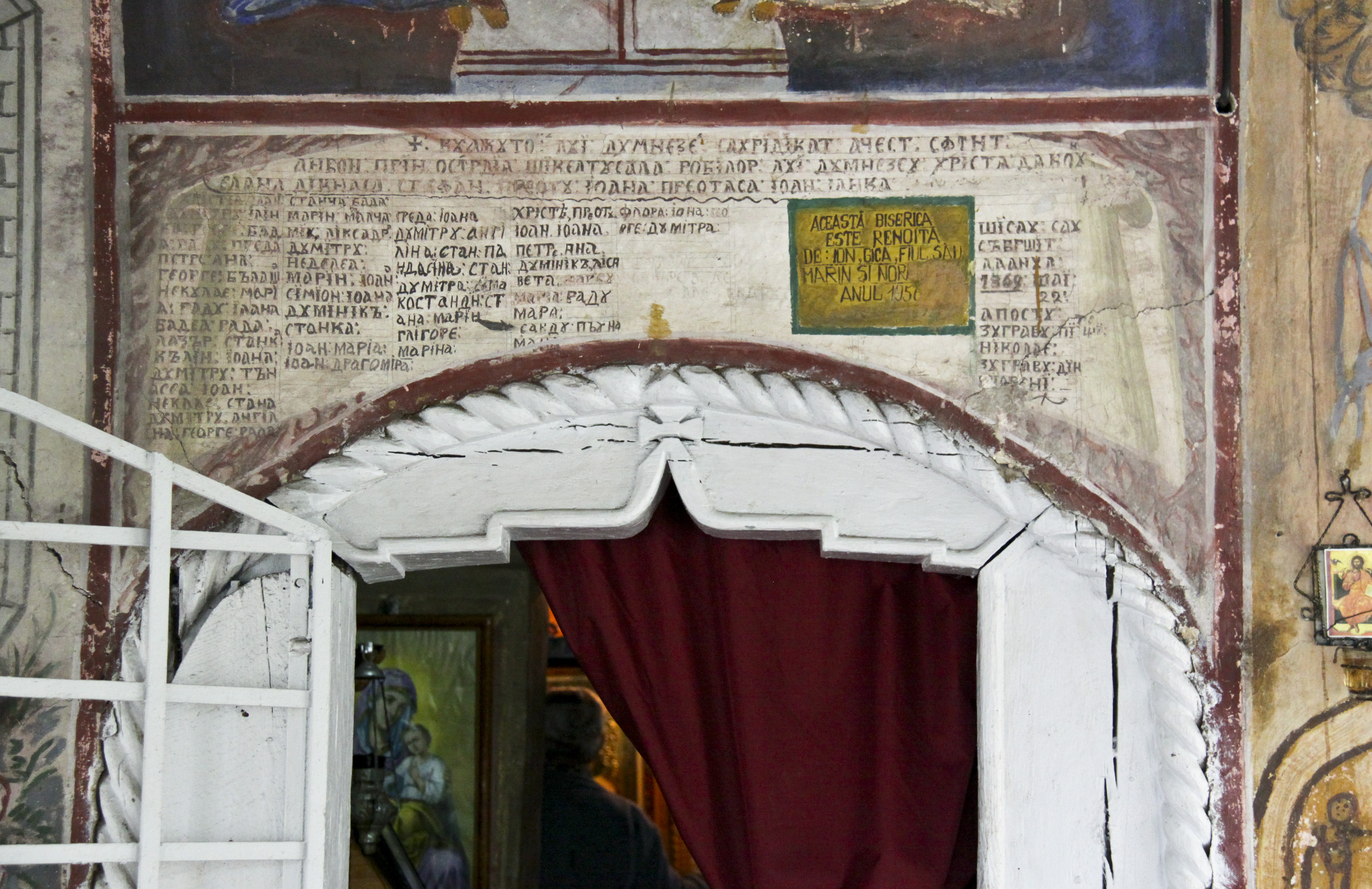
pisania 1869
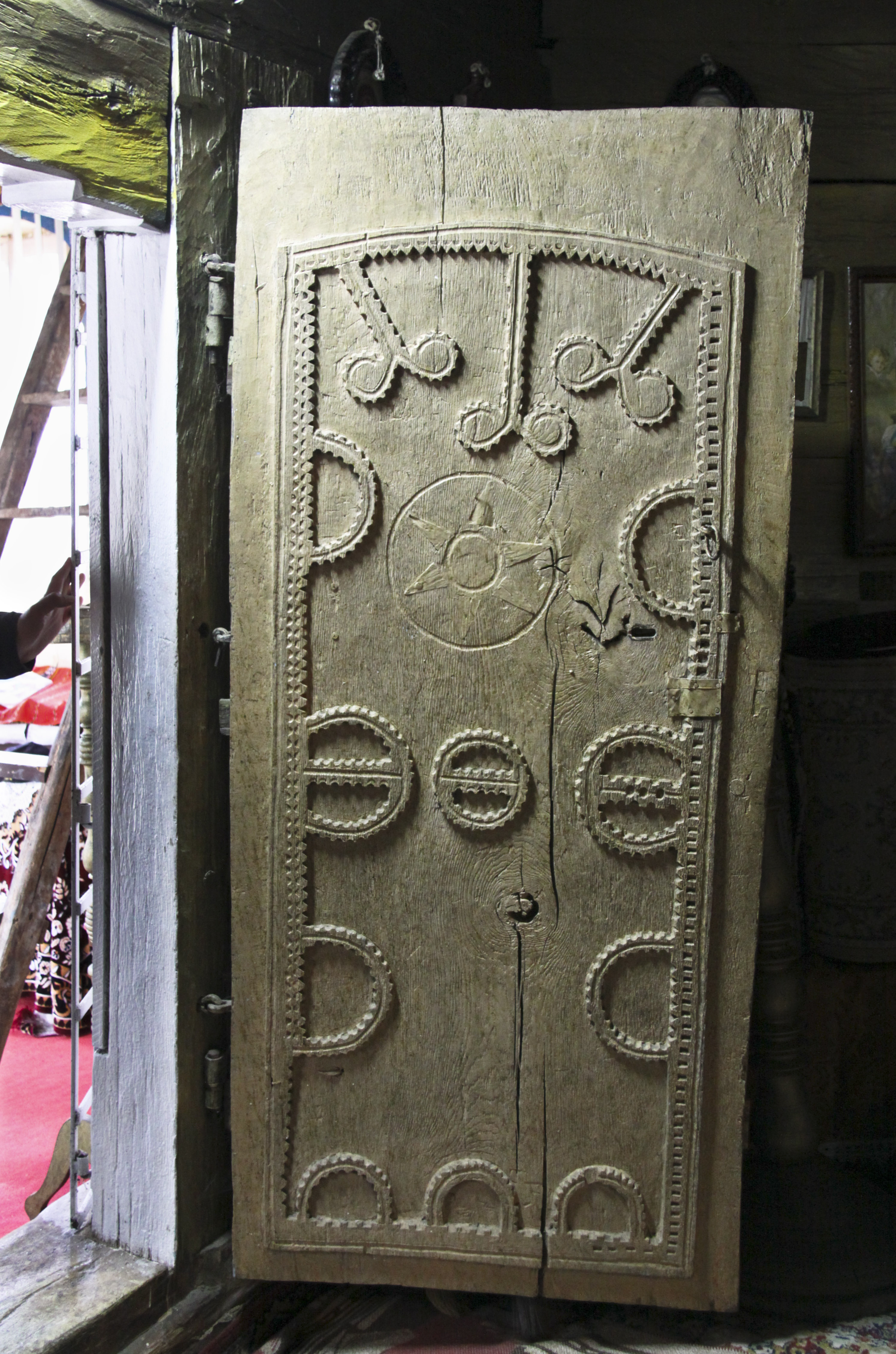
uşa veche
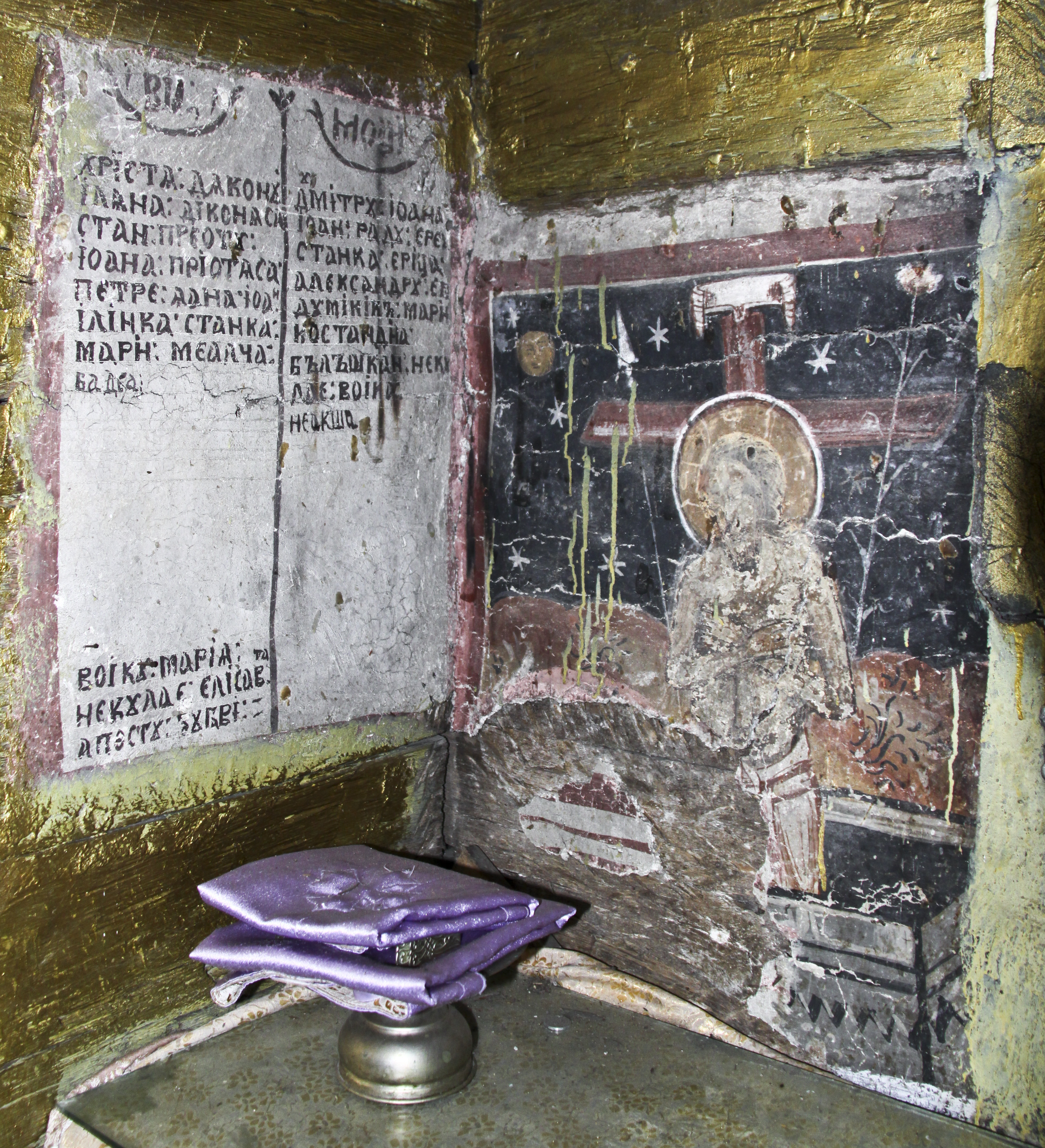
pomelnic la proscomidie
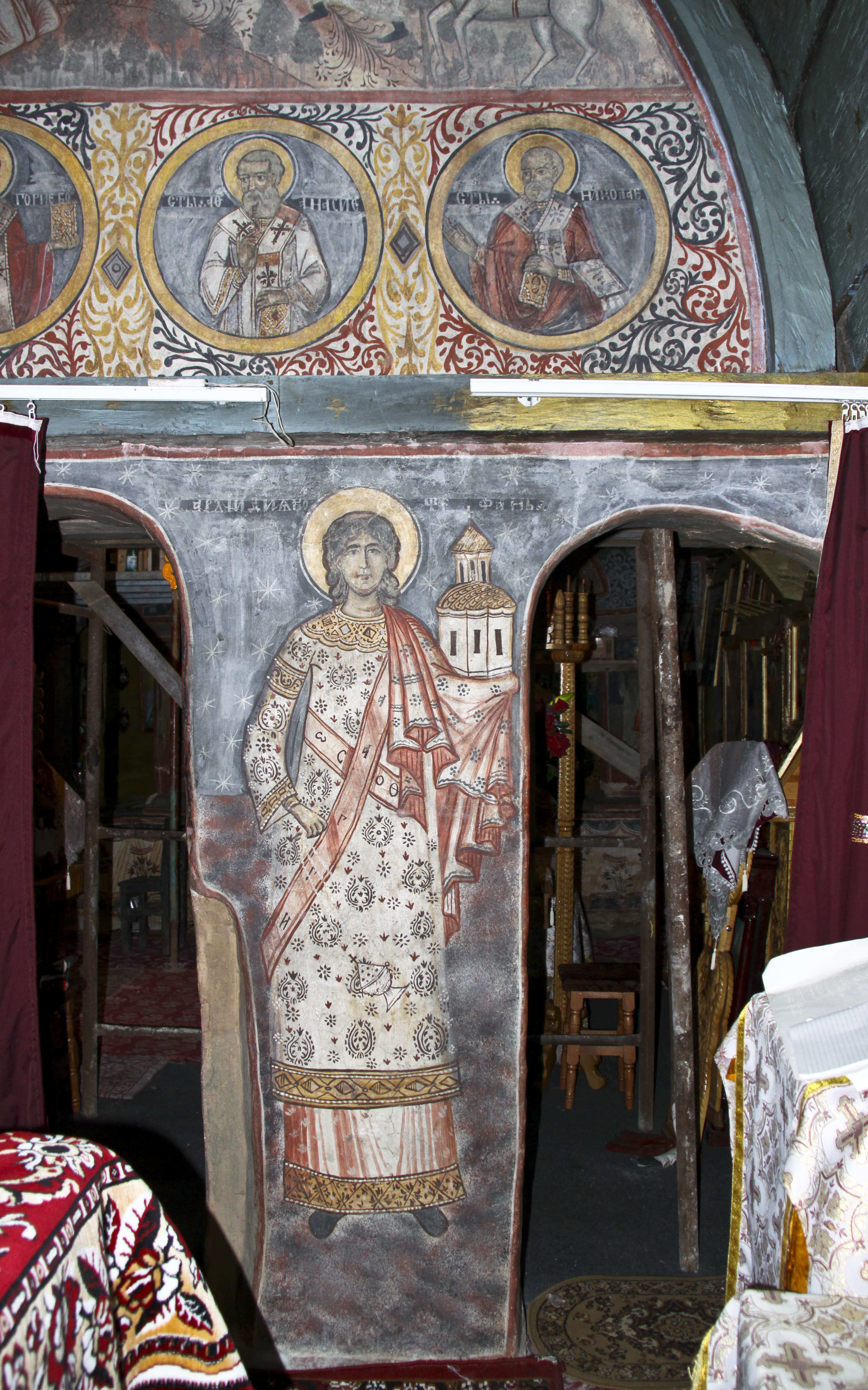
Arhidiaconul Ştefan, altar
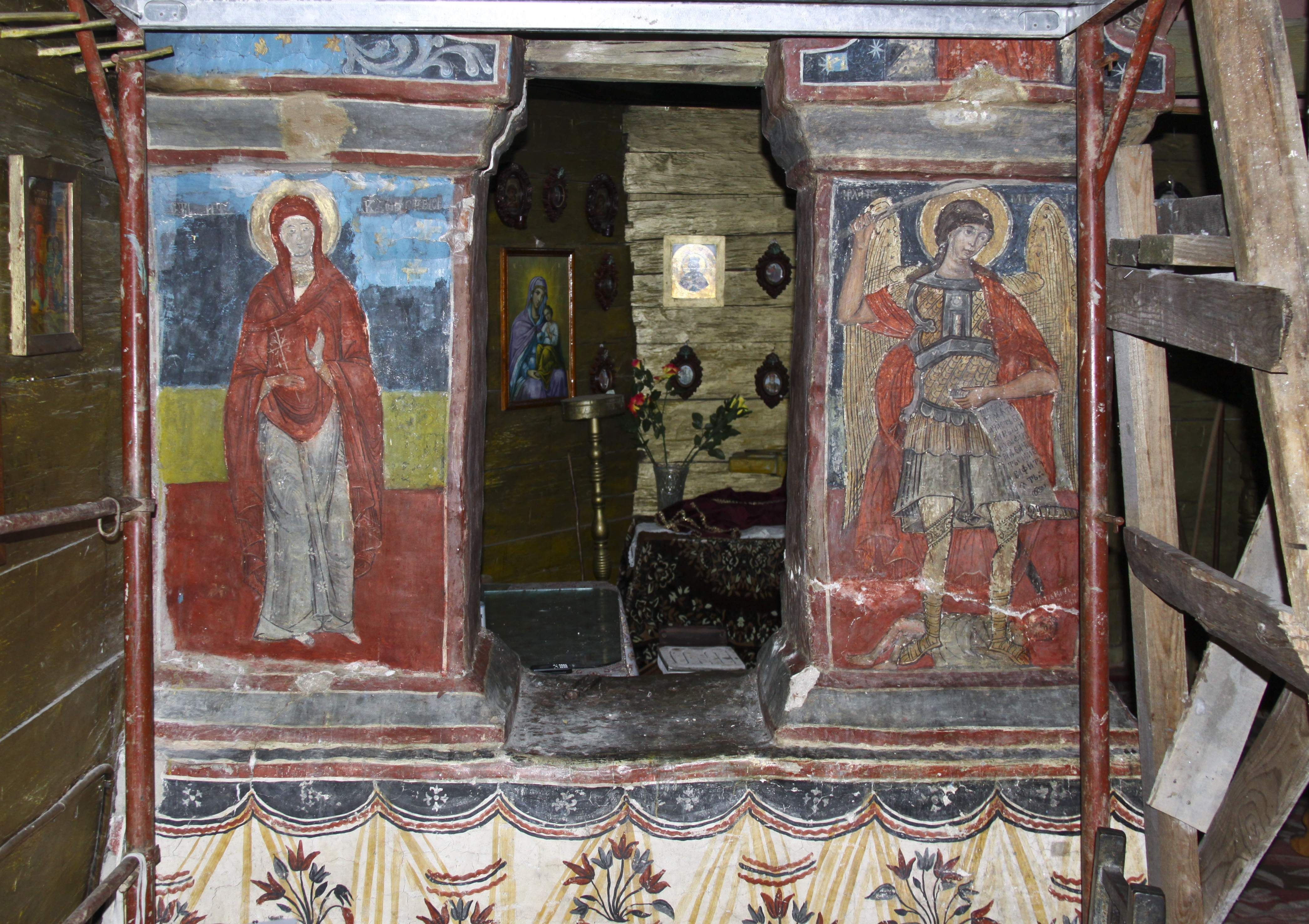
curăţarea picturii